# Kōki Sakamoto
Pour les articles homonymes, voir Sakamoto.
Kōki Sakamoto (坂本 功貴, Sakamoto Kōki), né le 21 août 1986 à Sapporo, est un gymnaste artistique japonais. 

## Palmarès

### Jeux olympiques
- Pékin 2008
  -  médaille d'argent par équipes